# Ниси-Синдзюку (станция)
Станция Ниси-Синдзюку (яп. 西新宿駅 ниси синдзюку эки) — железнодорожная станция на линии Маруноути, расположенная в специальном районе Синдзюку в Токио. Станция обозначена номером M-07. Была открыта 28 мая 1996 года. Станция также имеет альтернативное название Токио Идайбёинмаэ (яп. 東京医大病院前). На станции установлены автоматические платформенные ворота.

## Планировка станции
Две платформы бокового и два пути.
| 1 | ○ Линия Маруноути | Накано-Сакауэ, Огикубо, Хонантё |
| 2 | ○ Линия Маруноути | Синдзюку, Гиндза, Икэбукуро     |

## Близлежащие станции
| «             |  | Линия           |  | »        |
| ------------- |  | --------------- |  | -------- |
| Накано-Сакауэ |  | Линия Маруноути |  | Синдзюку |